# Nazzareno Natale
Nazzareno Natale (* 4. April 1938 in Acquaro, Kalabrien; † 21. Juni 2006) war ein italienischer Schauspieler.
Natale, der dritte von sechs Brüdern, wanderte in früher Kindheit mit seiner Familie aus wirtschaftlichen Gründen nach Argentinien aus und kehrte im Jahr 1960 in sein Geburtsland zurück. Er besuchte erst nach seinem Filmdebüt im Monumentalfilm Sodom und Gomorrha das Centro Sperimentale di Cinematografia und diplomierte dort im Jahr 1965. Anschließend begann er eine anhaltende Karriere als Charakterdarsteller in meist kleineren Rollen, wobei er auch einige Filme mit künstlerischem Anspruch drehen konnte. In späteren Jahren konnte man ihn auch in Fernsehserien wie Don Matteo sehen. Eine seiner bekanntesten Rollen ist die des Saverio Guardascione in Nanni Loys Untersuchungshaft aus dem Jahr 1971.

## Filmografie (Auswahl)
- 1962: Sodom und Gomorrha (Sodom and Gomorrha)
- 1967: Der Tod ritt dienstags (I giorni dell’ira)
- 1967: Das Todeslied von Laramie (Sette pistole per un massacro)
- 1968: Heute ich… morgen Du! (Oggi a me… domani a te!)
- 1971: Untersuchungshaft (Detenuto in attesa di giudizio)
- 1975: Die Puppe des Gangsters (La pupa del gangster)
- 1976: 1900 (Novecento)
- 1980: Noch ein Käfig voller Narren (La Cage aux folles II)